# Strawberry Hotel
Strawberry Hotel – jedenasty album studyjny Underworld, wydany 25 października 2024 roku jako CD, płyta winylowa i digital download.
Album doszedł do 1. miejsca na UK Dance Albums.

## Album

### Historia
W 2018 roku Underworld zapoczątkował trwający rok eksperyment muzyczny Drift, w ramach którego obiecał wydawać w każdy czwartek nowe nagranie. Projekt, w realizacji którego uczestniczyli gościnnie tacy artyści, jak: jak Ø i The Necks, został zakończony z sukcesem pod koniec października 2019 roku. Jako podsumowanie całego przedsięwzięcia wydany został album Drift Series 1. Późniejszą działalność zespołu przyhamowała nieco pandemia COVID-19.
W latach 2023–2024 zespół grał na dużych festiwalach i wydawał single: „And The Colour Read”, „Denver Luna”, „Fen Violet” (we współpracy z Kettamą). 6 września 2024 roku zapowiedział wydanie 25 października swojego nowego albumu, zatytułowanego Strawberry Hotel.
Karl Hyde i Rick Smith powiedzieli o albumie: „Tutaj lśniące, rozciągliwe techno tworzy czyste, proste linie, podczas gdy szorstkie gitary akustyczne ścierają krawędzie, tworząc upiorny dźwięk. Poezja jest wyrywana z głowy, usuwana z tego, co podsłuchane; słowa pożyczone z eteru są obracane w zawrotne nowe kształty, czasem pojawiające się ponownie w nowych ustawieniach, przekręcane z tyłu do przodu, z boku na bok” dając na zakończenie radę: „nie odtwarzajcie losowo”.

### Wydania
Album ukazał się w Wielkiej Brytanii 25 października 2024 roku nakładem własnej wytwórni zespołu, Smith Hyde Productions jako CD oraz podwójna płyta winylowa, natomiast na całym świecie jako digital download. Tego samego dnia został udostępniony na platformach streamingowych, między innymi Spotify i Apple Music.

### Lista utworów
| 1.  | Black Poppies           | 2:52    |
|     |                         |         |
| 2.  | Denver Luna             | 8:01    |
|     |                         |         |
| 3.  | Techno Shinkansen       | 3:23    |
|     |                         |         |
| 4.  | And The Colour Red      | 5:42    |
|     |                         |         |
| 5.  | Sweet Lands Experience  | 4:44    |
|     |                         |         |
| 6.  | Lewis In Pomona         | 5:38    |
|     |                         |         |
| 7.  | Hilo Sky                | 5:04    |
|     |                         |         |
| 8.  | Burst Of Laughter       | 3:27    |
|     |                         |         |
| 9.  | King Of Haarlem         | 3:46    |
|     |                         |         |
| 10. | Ottavia                 | 5:00    |
|     |                         |         |
| 11. | Denver Luna (acappella) | 2:27    |
|     |                         |         |
| 12. | Gene Pool               | 9:07    |
|     |                         |         |
| 13. | Oh Thorn!               | 1:59    |
|     |                         |         |
| 14. | Iron Bones              | 4:39    |
|     |                         |         |
| 15. | Stick Man Test          | 2:35    |
|     |                         |         |
|     |                         | 1:08:24 |
|     |                         |         |

| A01. | Black Poppies           |  |
|      |                         |  |
| A02. | Denver Luna             |  |
|      |                         |  |
| A03. | Techno Shinkansen       |  |
|      |                         |  |
| A04. | And The Colour Red      |  |
|      |                         |  |
| B05. | Sweet Lands Experience  |  |
|      |                         |  |
| B06. | Lewis In Pomona         |  |
|      |                         |  |
| B07. | Hilo Sky                |  |
|      |                         |  |
| B08. | Burst Of Laughter       |  |
|      |                         |  |
| C09. | King Of Haarlem         |  |
|      |                         |  |
| C10. | Ottavia                 |  |
|      |                         |  |
| C11. | Denver Luna (acappella) |  |
|      |                         |  |
| D12. | Gene Pool               |  |
|      |                         |  |
| D13. | Oh Thorn!               |  |
|      |                         |  |
| D14. | Iron Bones              |  |
|      |                         |  |
| D15. | Stick Man Test          |  |
|      |                         |  |

### Personel
- wykonanie – Underworld
- autorzy – Rick Smith i Karl Hyde
- produkcja – Rick Smith i Esme Bronwen-Smith
- „Iron Bones” – autorstwo, dodatkowy wokal – Nina Nastasia
- autorstwo, wykonanie utworu „Ottavia” – Esme Bronwen-Smith
- tłumaczenie utworu „Ottavia” (z Koronacji Poppei Claudia Monteverdiego)
- mastering – Miles Showell

## Odbiór

### Opinie krytyków
| Oceny łączne      | Oceny łączne |
| Publikacja        | Ocena        |
| ----------------- | ------------ |
| Album of the Year | 79/100       |
| AnyDecentMusic?   | 7.4/10       |
| Metacritic        | 83/100       |
| Recenzje          |              |
| Publikacja        | Ocena        |
| AllMusic          | [ 15 ]       |
| The Arts Desk     | [ 16 ]       |
| Beats Per Minute  | 73%          |
| laut.de           | [ 18 ]       |
| Mojo              | [ 19 ]       |
| musicOMH          | [ 20 ]       |
| The Observer      | [ 21 ]       |
| Record Collector  | [ 22 ]       |
| Still Listening   | 67%          |
| Sputnikmusic      | 3.7/5        |
| Uncut             | 9/10         |

Album otrzymał średnią ocenę 79 na 100 na podstawie 10 recenzji krytycznych w zestawieniu Album of the Year, 7.4 na 10 na podstawie 6 recenzji w zestawieniu AnyDecentMusic? oraz 83 na 100 na podstawie 9 recenzji w podsumowaniu Metacritic.
Zdaniem Paula Simpsona z AllMusic Underworld na Strawberry Hotel nawiązuje do sekwencji typu „przypływ-odpływ”, znanej z poprzednich albumów, a polegającej na „równoważeniu introspektywnych poematów tonalnych z progresywnymi burzami klubowymi”. Jako przykład daje „Denver Luna”, nawiązujący do poprzednich przebojów zespołu, takich jak „Dark & Long” i „Born Slippy (NUXX)”, instrumentalny „Techno Shinkansen” czy „And The Color Red” z „kruchymi bitami, migoczącymi sekwencerami i zapętlonymi, zniekształconymi frazami wokalnymi”. Autor zwraca uwagę na występy śpiewaczki operowej Esme Bronwen-Smith, córki Ricka Smitha, wygłaszającej monolog w „Ottavii” oraz Niny Nastasii w „Iron Bones”. Z kolei „delikatne akustyczne zakończenie „Stick Man Test” sprawia, że cała podróż kończy się bardziej jak ścieżka dźwiękowa niż standardowy album.”.
„Rick Smith i Karl Hyde prezentują satysfakcjonujące przypływy i odpływy w różnych stylach muzycznych, z euforycznymi zmianami akordów i dużymi behemotami techno, obecnymi i poprawnymi” – twierdzi Ben Hogwood z musicOMH – „Warto więc posłuchać rady zespołu i docenić opowiadanie historii Strawberry Hotel bez losowego odtwarzania. Jest to również prawie pięciogwiazdkowe doświadczenie, [a] jego wyposażenie i umeblowanie robią ogromne wrażenie - wraz z przekonaniem, że Underworld są tak dobrzy i tak witalni jak zawsze”.
Do porady zespołu zalecającego unikanie losowego odtwarzania nawiązuje również Mark Kidel z The Arts Desk podkreślając, że nowy album Underworld „po raz kolejny zawiera muzykę, która zawsze będzie lepsza na żywo, pośród podskakującego tłumu, rozochoconego uśmiechami radości, niż na najlepszym zestawie stereo w domu lub w najnowocześniejszych słuchawkach bezprzewodowych”.
Według Wyndhama Wallace’a z miesięcznika Uncut „zjawiskowy i kinowy 11. album Underworld proponuje wiele ścieżek do transcendencji”.
„Po 30 latach od Dubnobasswithmyheadman mistrzowie post-rave’owej narracji audio wciąż wiedzą, jak rozwalić twój mały umysł” – dowodzi Andrew Perry z miesięcznika Mojo dając jako przykład najważniejsze – jego zdaniem – trance’owe hity albumu: „And The Colour Red”, „Denver Luna” i „Sweet Lands Experience”.
Kitty Empire z tygodnika The Observer zauważa, że na „11. albumie gigantów techno można znaleźć zarówno pokawałkowane wypełniacze parkietów, jak i delikatne eksperymenty. Album „wymyka się łatwym definicjom, przechodząc od bangerów nawiązujących do „Born Slippy” przez Ottavię w wykonaniu Esme Bronwen-Smith do prostego, zamykającego album utworu gitarowego”.
Utwory albumu – w opinii Davida Stubbsa z miesięcznika Record Collector – zawierają charakterystyczne elementy brzmienia Underworld, stworzonego wcześniej. Zarazem jednak „podziemny świat Underworld to posiadłość o wielu komnatach” – konstatuje autor.
Raul Stanciu z magazynu Sputnikmusic ocenia, iż „ogólnie rzecz biorąc, Strawberry Hotel udaje się stworzyć bardzo dynamiczne doświadczenie, zwłaszcza poprzez wprowadzenie krótszych utworów. Dopiero w drugiej połowie album zaczyna meandrować, czego można było uniknąć, gdyby kilka intensywnych numerów zostało wprowadzonych w odpowiednich momentach. Niemniej jednak, album jest kolejną udaną pozycją w katalogu Underworld, która tym razem wydaje się być coraz lepsza.
George Shelley z magazynu Still Listening sądzi, że „ogólnie rzecz biorąc, Strawberry Hotel osiąga niektóre ze szczytowych momentów Underworld, ale słabnie w połowie drogi”. Jako powód podaje wpływ pandemii lub wyzwań, jakie stanowią nieprzewidywalne wydarzenia na świecie na twórczość zespołu. Ale „tak czy inaczej, nadal wspaniale jest mieć ich z powrotem” – podsumowuje.
Zdaniem Johna Wohlmachera z Beats Per Minute Strawberry Hotel, „choć nie jest tak spójny koncepcyjnie jak Barbara Barbara, We Face a Shining Future”, to „wykorzystuje znajomą fakturę Underworld do niemal duchowego, powtórnego zbadania ich zainteresowań elektroniką”.
„Dwóm Brytyjczykom z pewnością nie brakuje chęci, by wznieść się na ich jedenastym albumie Strawberry Hotel. W ciągu 68 minut rzucają jeden pomysł za drugim – techno jako zwykły opis to za mało dla tej muzyki” – uważa Stefan Mertlik z laut.de.

### Listy tygodniowe
| Kraj            | Lista                       | Pozycja |
| --------------- | --------------------------- | ------- |
| Belgia          | Ultratop (Flandria)         | 142     |
| Holandia        | Dutch Album Top 100         | 63      |
| Japonia         | Oricon Digital Albums Chart | 25      |
| Japonia         | Billboard Japan Hot Albums  | 46      |
| Szkocja         | Scottish Albums Chart       | 16      |
| Szwajcaria      | Schweizer Hitparade         | 73      |
| Wielka Brytania | UK Albums Chart             | 43      |
| Wielka Brytania | UK Dance Albums Chart       | 1       |
| Wielka Brytania | UK Albums Downloads Chart   | 10      |
| Wielka Brytania | UK Vinyl Albums Chart       | 12      |

### Klasyfikacje, wyróżnienia
| Miejsce | Lista                          | Publikacja  | Źródło |
| ------- | ------------------------------ | ----------- | ------ |
| 34      | Top 50 Albums Of 2024          | musicOMH    | [ 36 ] |
| 64      | The Best Albums Of 2024        | The Quietus | [ 37 ] |
| 96      | Best Music and Albums for 2024 | Metacritic  | [ 38 ] |